# Uropterygius nagoensis
Uropterygius nagoensis es una especie de pez de la familia de los morénidas en el orden de los Anguilliformes.

## Morfología
Los machos pueden llegar a alcanzar los 71,3 cm de longitud total.

## Distribución geográfica
Se encuentran en las Islas Ryukyu, Taiwán, Indonesia, Papúa Nueva Guinea y Tonga.